# Aplocera lythoxylata
Aplocera lythoxylata là một loài bướm đêm trong họ Geometridae.